# Chen Tang
Chen Tang (en chino: 陈唐; Shenyang, 16 de febrero de 1996) es un futbolista chino que juega en el Hebei China Fortune de la Superliga de China.

## Trayectoria
Chen Tang fue ascendido al primer equipo del Hebei China Fortune por el gerente de Manuel Pellegrini en el verano de 2017. Hizo su debut absoluto el 26 de agosto de 2018, en un empate 2-2 contra el Changchun Yatai, sustituyendo a Gao Huaze en el minuto 78.